# Regió de Vysočina
La Regió de Vysočina  (txec: kraj Vysočina) és una subdivisió (kraj) de la República Txeca, a la part sud-est de la regió de Bohèmia i a la part sud-oest de la regió de Moràvia. La capital és Jihlava.

## Districtes de la Regió de Vysočina
- Districte de Havlíčkův Brod
- Jihlava District
- Districte de Pelhřimov
- Districte de Třebíč
- Districte de Žďár nad Sázavou

## Ciutats de la Regió de Vysočina
- Jihlava
- Bystřice nad Pernštejnem
- Chotěboř
- Havlíčkův Brod
- Humpolec
- Moravské Budějovice
- Náměšť nad Oslavou
- Nové Město na Moravě
- Pacov
- Pelhřimov
- Polná
- Světlá nad Sázavou
- Telč
- Třebíč
- Velké Meziříčí
- Žďár nad Sázavou